# Sorted
Sorted es una película de suspenso británica del 2000, dirigida por Alexander Jovy.

## Trama
Carl (Matthew Rhys) ha viajado a Londres para aclarar los detalles de la muerte de sus hermanos. Pero Carl descubre que sus hermanos llevaban otra vida, infiltrándose en un grupo donde abunda la droga. Carl se adentra demasiado en ese grupo, con el fin de saber qué sucedió con la extraña muerte de sus hermanos.

## Elenco
- Carl: Matthew Rhys
- Sunny: Sienna Guillory
- Tiffany: Fay Masterson
- Damián: Tim Curry
- Martin: Jason Donovan
- Thames Barrier Officer: Ben Moor
- Sarah: Kelly Brook